# John Ribat

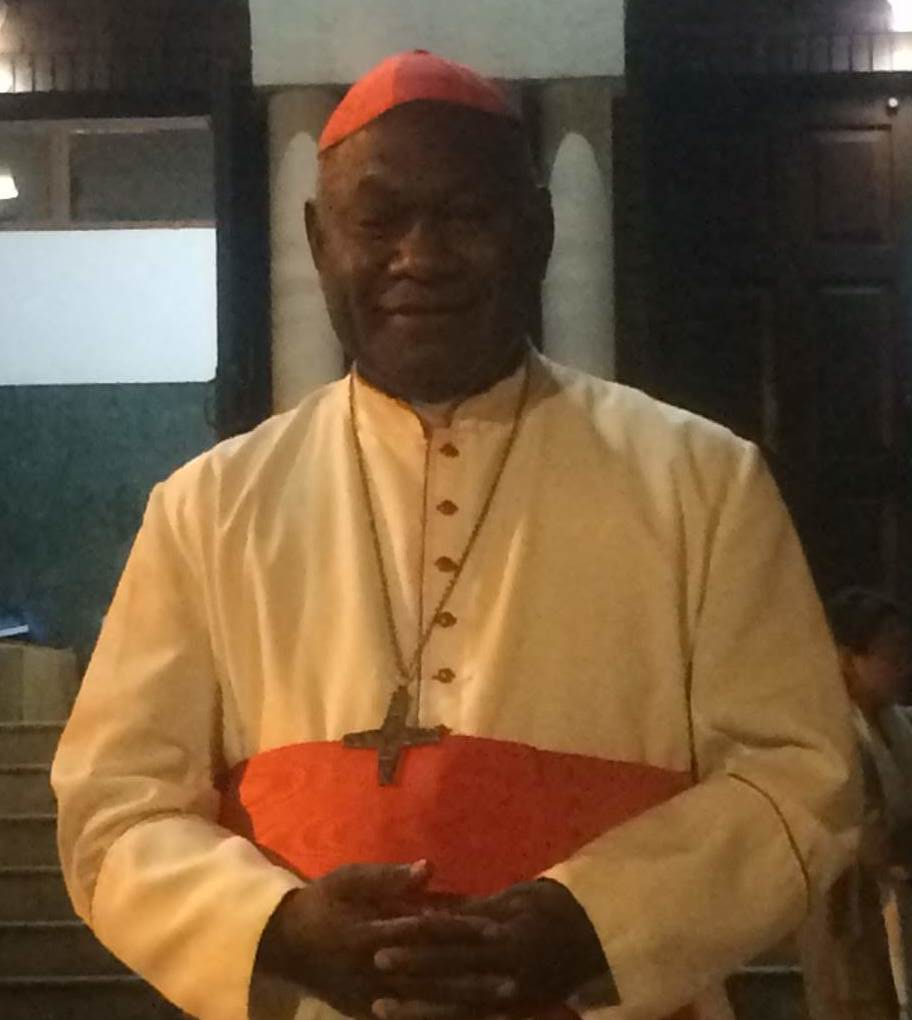
John Kardinal Ribat (2019)

Kardinalswappen

Sir John Kardinal Ribat MSC KBE (* 9. Februar 1957 in Volavolo) ist ein papua-neuguineischer Erzbischof von Port Moresby.

## Leben
John Ribat trat der Ordensgemeinschaft der Herz-Jesu-Missionare bei und empfing am 1. Dezember 1985 die Priesterweihe. Nach erster Tätigkeit als Seelsorger zwischen 1985 und 1991 wurde er 1998 Novizenmeister seines Ordens in Fidschi, was er bereits von 1992 bis 1996 in Manila war.
Papst Johannes Paul II. ernannte ihn am 30. Oktober 2000 zum Weihbischof in Bereina und Titularbischof von Macriana Minor. Der Bischof von Bereina, Gérard-Joseph Deschamps SMM, spendete ihm am 11. Februar des nächsten Jahres die Bischofsweihe; Mitkonsekratoren waren Brian James Barnes OFM, Erzbischof von Port Moresby, und Benedict To Varpin, Erzbischof von Madang.
Am 12. Februar 2002 wurde er zum Bischof von Bereina ernannt. Am 16. April 2007 wurde er von Papst Benedikt XVI. zum Koadjutorerzbischof von Port Moresby ernannt. Mit der Emeritierung Brian James Barnes’ OFM am 26. März 2008 folgte er ihm als Erzbischof von Port Moresby nach. Von 2011 bis 2014 leitete er die Bischofskonferenz von Papua-Neuguinea. 2014 wurde Ribat Präsident des Rates der ozeanischen Bischofskonferenzen.
Im Konsistorium vom 19. November 2016 nahm ihn Papst Franziskus als Kardinalpriester mit der Titelkirche San Giovanni Battista de Rossi in das Kardinalskollegium auf. John Ribat ist der erste Kardinal aus Papua-Neuguinea.
Am 23. Dezember 2017 ernannte ihn der Papst zum Mitglied des Dikasteriums für die ganzheitliche Entwicklung des Menschen. Im Folgejahr wurde er als Präsident des ozeanischen Bischofsrates zum Delegierten bei der 15. Ordentlichen Generalversammlung der Bischofssynode berufen, die vom 3. bis 28. Oktober 2018 stattfand.
Nach dem Tod von Papst Franziskus nahm Kardinal Ribat am Konklave 2025 teil, das Leo XIV. wählte.